# Mbyá

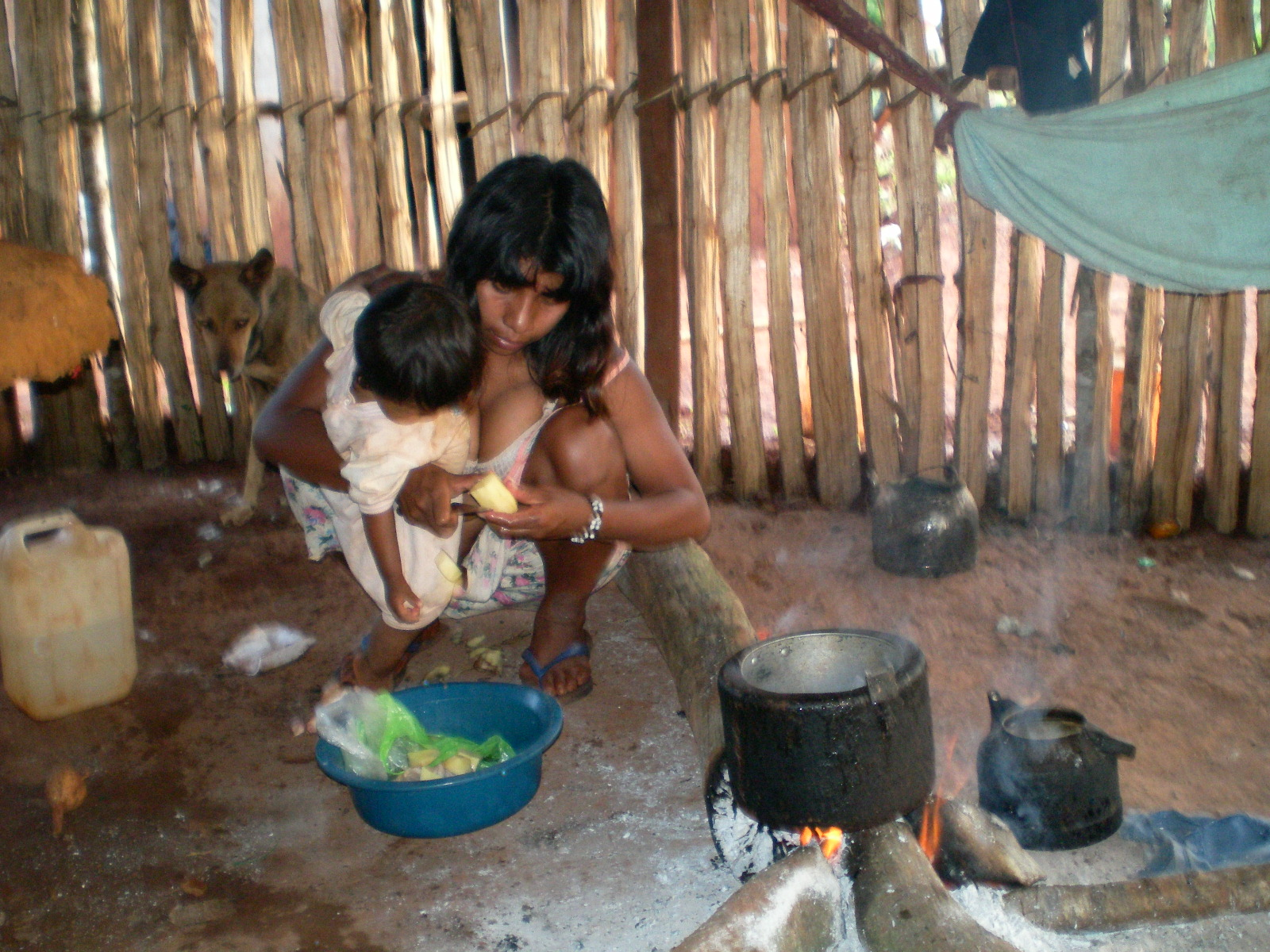
Mutter mit Kind beim Zubereiten des Essens

Die Mbyá sind ein indigenes Volk Südamerikas, das in den Grenzgebieten Argentiniens (Provinz Misiones), Paraguays, Uruguays und Brasiliens wohnt. In Brasilien erstreckt sich das Siedlungsgebiet über die Küstenzonen der südlichen Staaten Paraná, Santa Catarina und Rio Grande do Sul.
Die Mbyá gehören zu den Guaraní. Obwohl ihre Siedlungen weit verstreut und in großer Entfernung voneinander in vier verschiedenen Staaten liegen, erkennen sie sich wechselseitig als Angehörige eines Volkes.
Ihre Sprache, eine Variante des Guaraní (und somit eine Tupí-Guaraní-Sprache), wird laut SIL International noch von 16.000 Menschen gesprochen. Nach anderen Schätzungen leben etwa 27.000 Mbyá: in Paraguay mindestens 12.000, in Brasilien über 5.000 und in Argentinien 6.500, laut Zensus von 2002 sogar knapp 15.000. Die meisten Mbya sprechen neben ihrer eigenen Sprache auch Guaraní sowie Spanisch oder Portugiesisch.
Für religiöse Zeremonien benutzen die Mbyá eine Sakralsprache, deren Zeugnisse erstmals von dem Anthropologen Leon Cadogan 1959 veröffentlicht wurden. Das zeremonielle Wissen wird von ganzen Gruppen unter Einschluss der Kinder geteilt. Frauen begleiten ihren zeremoniellen Chorgesang rhythmisch mit Bambusstampfrohren takuapú, Männer schütteln stattdessen die ihnen vorbehaltene Gefäßrassel mbaraká, die aus einer Kalebasse besteht.
Siehe auch: Indigene Völker Südamerikas